# Müşfiq Hüseynov
Müşfiq Hüseynov (ur. 14 lutego 1970 w Ağdamie) – azerski piłkarz występujący na pozycji napastnika i trener piłkarski. Od 2008 pełni rolę asystenta trenera w Qarabağu FK. Były, trzykrotny reprezentant Azerbejdżanu.
Rekordzista pod względem strzelonych bramek dla Qarabağu FK i były rekordzista pod względem występów.
Po zakończeniu kariery zawodniczej bierze udział w międzynarodowych, towarzyskich meczach oldbojów.